# Górnośląska Chorągiew Harcerek ZHR
Górnośląska Chorągiew Harcerek „Ad Fontes” ZHR – jednostka terytorialna Organizacji Harcerek ZHR. Zrzesza hufce działające na terenie województw śląskiego i opolskiego. Komendantką jest hm. Monika Renkas HR.
Do chorągwi należą drużyny z: Bielska-Białej, Byczyny, Bytomia, Kluczborka, Wołczyna, Opola, Głubczyc, Głuchołazów, Raciborza, Tychów, Zawadzkiego i Wodzisławia Śląskiego.
Ta jednostka zrzesza piony zuchenek, harcerek oraz wędrowniczek, a razem z Górnośląską Chorągwią Harcerzy i Chorągwią Harcerzy Ziemi Opolskiej wchodzi w skład Okręgu Górnośląskiego ZHR.

## Historia
Górnośląska Chorągiew Harcerek powstała w 1993 roku, a w 2006 roku przyjęła nazwę „Ad Fontes” (łac. „do źródeł”), która nawiązuje do Tryptyku Rzymskiego Jana Pawła II i mówi o konieczności opierania się na tradycji oraz korzeniach człowieczeństwa w kontekście wędrówki ku źródłom wiary, służby i patriotyzmu.

## Jednostki podległe[2]
- Opolski Hufiec Harcerek „Tęcza”:
  - 16 Opolska Gromada Zuchenek „Elfy z Ogrodu Czarów”
  - 3 Opolska Drużyna Harcerek „Szara Przystań” im. Tajnej Drużyny Harcerek Starszych „Mury” z Ravensbrück
  - 8 Opolska Drużyna Harcerek „Źródło” im. Joanny Skwarczyńskiej „Szarotki”
  - 9 Opolska Drużyna Wędrowniczek „Jutrzenka”
  - 7 Opolska Drużyna Harcerek "Milvus"
- Kluczborski Hufiec Harcerek „Watra”
  - 0 Kluczborska Drużyna Harcerek „Szarotka” im. Marii Krasowskiej
  - 122 Kluczborska Drużyna Harcerek „Ostoja” im. Jadwigi Niszczyńskiej
  - 1 Wołczyńska Drużyna Harcerek „Iskra”
  - 96 Byczyńska Drużyna Harcerek „Dziupla”
  - 12 Kluczborska Drużyna Wędrowniczek ,,Saleve”
  - 122 Kluczborska Gromada Zuchenek ,,Tropicielki Leśnego Źródła”
  - 76 Kluczborska Drużyna Harcerek "Victoria"

- Hufiec Harcerek na Podbeskidziu im. Zofii Kossak:
  - VI Beskidzka Gromada Zuchenek „Odkrywcy Błękitnych Gór”
  - III Beskidzka Drużyna Harcerek „Dziewięćsił”
  - V Beskidzka Drużyna Harcerek „Bukowina” im. Emilii Wojtyły
  - VIII Beskidzka Drużyna Harcerek „Wierchy"
  - II Beskidzka Drużyna Wędrowniczek ,,Uroczysko” im. Anieli Libionki

- Bytomski Związek Drużyn Harcerek „Czarne Koniczyny”:
  - 5 Bytomska Drużyna Harcerek „Nadzieja” im. Zgrupowania „Radosław”
  - 1 Tyska Drużyna Harcerek „Wrzosowisko”
  - 4 Raciborska Drużyna Harcerek „Stellae”
  - Samodzielny Zastęp Harcerek „Róża Wiatrów” (Wodzisław Śląski)
- Podsudecki Związek Drużyn
  - 5. Głubczycka Drużyna Harcerek "Knieja" im. Danuty Siedzikówny "Inki"
  - 6. Głuchołaska Gromada Zuchenek “Strażniczki Kwiatowego Pyłku”
  - 7. Głuchołaska Drużyna Harcerek „Przełęcz”
- Zawadczański Związek Drużyn "Horyzonty"
  - 1 Zawadczańska Drużyna Harcerek "Polana" im. Joanny Skwarczyńskiej "Szarotki"
  - 3 Zawadczańska Gromada Zuchenek "Leśne Skrzaty"
  - 4 Zawadczańska Drużyna Wędrowniczek "Zwierciadło"
  - 3 próbna Ozimska Drużyna Harcerek "Małapamew"